# Jevstratij (Zorja)
Jevstratij (ukrajinsky Євстратій), vlastním jménem Ivan Volodymyrovyč Zoria (* 21. října 1977, Čerkasy) je biskup Pravoslavné církve Ukrajiny, metropolita bilocerkevský.

## Životopis
Byl biskupem schizmatické Ukrajinské pravoslavné církve (Kyjevský patriarchát) a vedl zpravodajské oddělení této struktury. Od roku 2012 byl arcibiskupem černihivským a nižynským.
Dne 15. prosince 2018 se zúčastnil sjednocovacího synodu v Kyjevě, který ustavil autokefální pravoslavnou církev Ukrajiny a do jejího čela zvolil metropolitu Epifanija.
Dne 2. února 2023 byl jmenován arcibiskupem bilocerkevským a zároveň byl povýšen na metropolitu.